# Live in Boston (King Crimson)
Live in Boston is de 39e in een reeks livealbums van de Britse groep King Crimson. Het is opgenomen in Boston op 27 maart 1972 in het Orpheum Theatre. King Crimson was feitelijk al (in deze samenstelling) opgeheven vanwege muzikale meningsverschillen. Fripp wilde een meer theoretische kant op, de rest wilde meer naar de melodie. Na dit concert zouden er nog vijf in deze samenstelling volgen en vervolgens werd King Crimson (tijdelijk) opgeheven. De opnamen zijn genomen tijdens het voorprogramma dat King Crimson verzorgde voor Yes. Bruford was tijdens de reeks concerten die zij samen verzorgden onder de indruk van de muziek van King Crimson en sprak die avond met Fripp. Yes ging echter de studio in om hun magnum opus Close to the Edge op te nemen, dus ze raakten het contact een beetje kwijt. Later zou Bruford een essentieel onderdeel van King Crimson worden.

## Samenstelling
- Robert Fripp – gitaar, mellotron
- Mel Collins – saxofoons, dwarsfluit, mellotron
- Boz Burrell – basgitaar, zang
- Ian Wallace - slagwerk, zang

## Composities
1. Aankondiging
2. Pictures of a city
3. Formentera lady
4. The sailor's tale
5. Cirkus
6. Groon
7. 21st Century Schizoid Man
8. Improv
9. Cadence and cascade

Jaren 60: mei, juni 1969; Marquee Londen · 5 juli 1969; Hyde Park Londen · 21/22 november 1969; San Francisco
Jaren 70: 11 mei 1971; Plymouth · 10 augustus 1971; Marquee Londen · 16 oktober 1971; Brighton · 13 december 1971; Detroit · 26 februari 1972: Jacksonville · 27 februari 1972;Orlando · 12 maart 1972; Denver radio · 13 maart 1972; Denver live · 27 maart 1972; Boston · 13 oktober 1972; Frankfurt am Main · 17 oktober 1972; Bremen · 13 november 1972; Guildford · 15 november 1973; Zürich · 29 maart 1974; Heidelberg · 30 maart 1974; Mainz · 1 april 1974: Kassel · 24 juni 1974, Toronto· 1 juli 1974, New York
Jaren 80: 30 april 1981; Bath · 30 juli 1982; Philadelphia · 2 augustus 1982; New York · 13 augustus 1982; Berkeley · 25 augustus 1982; Cap D’Agde · 29 september 1982; München · 17-30 januari 1983; studiowerk · mei-november 1983
Jaren 90: VROOOM sessies;april/mei 1994; studio · 1 juli 1995; Wiltern · 20-25 november 1995; Broadway · 29 november 1995; Chicago · 26 augustus 1996; 2e maal Philadelphia · mei 1997; Nashville studio · 1-4 december 1997 (P1) · 4 juni 1998; Chicago (P2) · 1 juli 1998; Northampton (P2) · 1 november 1998; San Francisco (P4) · 25 maart 1999; Austin (P3)
Jaren vanaf 2000: 11 juni 2000; Warschau · 9/10 november 2001; Nashville live · 3 maart 2003: Alexandria (P3) · april 2003 · najaar 2003; Japan · 20 juni 2003; Milaan · 16 november 2003; New Haven ·  28 juni 2017; Chicago